# Tevlin Women's Challenger 2011
Il Tevlin Women's Challenger 2011 è stato un torneo professionistico di tennis femminile giocato sul cemento. È stata la 4ª edizione del torneo, che fa parte dell'ITF Women's Circuit nell'ambito dell'ITF Women's Circuit 2011. Si è giocato a Toronto in Canada dal 31 ottobre al 6 novembre 2011.

## Partecipanti

### Teste di serie
| Nazionalità | Giocatrice                | Ranking* | Testa di serie |
| ----------- | ------------------------- | -------- | -------------- |
| Croazia     | Mirjana Lučić             | 117      | 1              |
| Lussemburgo | Mandy Minella             | 120      | 2              |
| Stati Uniti | Alexa Glatch              | 145      | 3              |
| Stati Uniti | Julia Cohen               | 159      | 4              |
| Canada      | Sharon Fichman            | 160      | 5              |
| Ungheria    | Tímea Babos               | 181      | 6              |
| Portogallo  | Michelle Larcher de Brito | 187      | 7              |
| Slovenia    | Petra Rampre              | 201      | 8              |

- Ranking al 24 ottobre 2011.

### Altre partecipanti
Giocatrici che hanno ricevuto una wild card:
- Elisabeth Abanda
- Gabriela Dabrowski
- Erin Routliffe
- Kimberley-Ann Surin

Giocatrici che sono passate dalle qualificazioni:
- Maria Abramović
- Diana Ospina
- Amra Sadiković
- Carol Zhao
- Céline Cattaneo (lucky loser)
- Nika Kukharchuk (lucky loser)
- Eleanor Peters (lucky loser)

## Campionesse

### Singolare
Amra Sadiković ha battuto in finale  Gabriela Dabrowski con il punteggio di 6–4, 6–2

### Doppio
Gabriela Dabrowski /  Marie-Ève Pelletier hanno battuto in finale  Tímea Babos /  Jessica Pegula con il punteggio di 7–5, 6(5)–7, [10–4]